# Babkowice
Babkowice (pol. hist. Bobkowice) – wieś w Polsce, położona w województwie wielkopolskim, w powiecie gostyńskim, w gminie Pępowo. Położona o 2 km na północ od Pępowa. Wieś ma ok. 400 mieszkańców.

## Historia
Miejscowość pierwotnie związana była z Wielkopolską. Istnieje co najmniej od początku XIV wieku. Wymieniona została w łacińskim dokumencie z 1310 jako „Bobkowicz”, 1447 „Bobkowycze”, 1494 „Bopkowycze”.
Wieś pierwotnie była własnością szlachecką należącą do lokalnej szlachty wielkopolskiej z rodu Bobkowskich, którzy od nazwy wsi przyjęli odmiejscowe nazwisko, a później także do Chociszewskich i Głogińskich.  Początkowo znajdowała się w dystrykcie ponieckim. W 1466 wieś leżała w powiecie kośćciańskim Korony Królestwa Polskiego. W 1510 należała do parafii Pępowo.
Pierwszy zapis o wsi pochodzi z dokumentu wystawionego w 1310 w kancelarii księcia głogowskiego i wielkopolskiego Henryka III Głogowczyka, który ustanowił Poniec siedzibą dystryktu, a Babkowice znalazło się w jego granicach.
Na przełomie XIV i XV wieku jako właściciel we wsi odnotowywany był Wojciech Kędziorka Bobkowski, który od nazwy wsi przyjął odmiejscowe nazwisko. W 1447 właścicielem wsi był Jan Gniewomir z Chociszewic, który znany jest z zapisów sądowych w sprawie prowadzonej przeciw Mikołajowi z Siedlca o usypanie kopców granicznych pomiędzy Babkowicami. W 1450 wspomniany został kopiec narożny pomiędzy dziedzinami Babkowice, Siedlec i Chociszewice a Siedlcem. W 1452 Andrzej Pogorzelski prowadził spór z Janem Gniewomirem z Chociszewic o przebieg granic pomiędzy dziedzinami Babkowice, Głuchów, Gumienice. Został zobowiązany do przeprowadzenia dowodu na ich przebieg w postaci zeznań świadków, poczynając od kopca narożnego stojącego w miejscu zwanym „Cietrzewydół” (oryg. zapiz „Czeczrzewydol”) pomiędzy dziedzinami Siedlec, Głuchów, Gumienice i Bobkowice oraz dalej aż do granicy zaznaczonej kolejnym kopcem narożnym dziedzin Leszkowo w powiecie pyzdrskim, Głuchów oraz Gumienice.
W 1466 po śmierci dziedzica we wsi Jana Gniewomira z Chociszewic  majątek odziedziczyła po nim wdowa  Małgorzata. W 1550 odnotowano łąkę na Głogówce (oryg. „na Glogowcze”), łąkę zwaną „Ostra” (oryg. „Osthra”) oraz pastwisko Żale za mostem (oryg. „v Zalyech za mosthem”).
Miejscowość odnotowano również w historycznych rejestrach poborowych. W 1510 we wsi było 8 łanów osiadłych oraz 3 łany opuszczone, które uprawiane były przez lokalnych panów. W 1530 miał miejsce pobór z 4 łanów. W 1563 pobrano podatki z części liczącej 7 łanów, która należała do Mikołaja Głogińskiego oraz od gospodarujących tam 3 komorników. Z części Wojciecha Chociszewskiego natomiast pobrano podatki z 2,5 łana, od karczmy dorocznej oraz od wiatraka dorocznego. W 1581 z części należącej do Mikołaja Głogińskiego pobrano podatki z 7 łanów, a z części Anny Chociszewskiej miał miejsce pobór z 0,5 łana, od 3 zagrodników, jednego komornika, rzemieślnika, 50 owiec, „ab aratro curie” oraz 15 groszy z połowy łana opuszczonego.
W 1510 wieś płaciła także dziesięcinę w postaci wiardunku dla biskupstwa poznańskiego. W 1564 zapłacono wiardunek dziesiętnyz 7 łanów dla biskupa poznańskiego. Wieś szlachecka Bobkowice położona była w 1580 roku w powiecie kościańskim województwa poznańskiego w Rzeczypospolitej Obojga Narodów. Wskutek II rozbioru Polski w 1793, miejscowość przeszła pod władanie Prus i jak cała Wielkopolska znalazła się w zaborze pruskim.
W okresie Wielkiego Księstwa Poznańskiego (1815-1848) miejscowość wzmiankowana jako Babkowice należała do wsi większych w ówczesnym pruskim powiecie Kröben (krobskim) w rejencji poznańskiej. Babkowice należały do okręgu krobskiego tego powiatu i stanowiły część majątku Chocieszewice, którego właścicielem był wówczas (1846) Teodor Mycielski. W wyniku uwłaszczenia w 1837 roku mieszkańcy wsi otrzymali 116 ha ziemi. We wsi znajduje się zespół folwarczny pochodzący z końca XIX wieku. Według spisu urzędowego z 1837 roku wieś liczyła 255 mieszkańców, którzy zamieszkiwali 31 dymów (domostw).
W latach 1975–1998 miejscowość położona była w województwie leszczyńskim.